# Susan Cabot
Susan Cabot (eg. Harriet Shapiro), född 9 juli 1927 i Boston, Massachusetts, död 10 december 1986 i Encino, Kalifornien, var en amerikansk skådespelare. 
Efter en del erfarenhet i teaterensembler och TV, medverkade Cabot i flera Hollywoodfilmer under 1950-talet, ofta i exotiska roller. Hon arbetade ursprungligen för Columbia Pictures men skrev sedan exklusivt kontrakt för Universal. Missnöjd med sina roller avslutade Cabot sitt kontrakt och återvände till teatern i New York. Cabot lockades dock tillbaka till Hollywood för ytterligare några filmer i slutet av 1950-talet. Till Cabots mest kända filmer hör Ligan (1951), Ride Clear of Diablo (1954), Machine-Gun Kelly (1958) och The Wasp Woman (1960), varav den sistnämnda blev hennes sista film.
I slutet på 1950-talet hade Cabot en i skvallerpressen mycket omskriven romans med kung Hussein av Jordanien.
Susan Cabot var gift två gånger och mor till en son, född 1964, som diagnostiserades med dvärgväxt. Hon dödades i sömnen i sitt hem av sin son, som dömdes för dråp.